# Абузарли, Абульфаз Абдулла оглы
Абульфаз Абдулла оглы Абузарли (азерб. Əbülfəz Abdulla oğlu Abuzərli; род. 4 августа 1991, Баку) — азербайджанский паратхэквондист, выступающий в категории инвалидности K44 и весовой категории до 80 кг, капитан сборной Азербайджана по паратхэквондо, чемпион Европы 2023 года, серебряный призёр чемпионата мира 2013 и чемпионата Европы 2024 года, бронзовый призёр чемпионатов мира 2012, 2015 и 2023 годов и чемпионата Европы 2016 года. Представлял Азербайджан на летних Паралимпийских играх 2020 в Токио.

## Биография
Абульфаз Абузарли родился 4 августа 1991 года в Баку. У него с детства имелся деффект левой руки. Окончил Бакинский государственный университет. В 2010 году начал заниматься тхэквондо в Баку. Определённое влияние на Абузарли оказали его тренеры Фарид Тагизаде и Аваз Тагиев. До этого Абузарли занимался спортивной стрельбой.
По словам Абузарли, тхэквондо намного ближе его характеру и у него имелось большое желание заниматься именно этим видом спорта. Первый турнир, на котором Абульфаз Абузарли принял участие, носил статус товарищеского и состоялся через три месяца после прихода Абузарли в тхэквондо. На этом турнире Абузарли занял первое место.
В 2012 году заняла третье место на чемпионате мира в Санта-Крусе (Аруба) в категории A8. В 2013 году выиграл серебряную медаль на чемпионате мира в швейцарской Лозанне. В 2014 году занял девятое место на чемпионате мира в Москве.
В 2015 году на чемпионате мира в турецком Самсуне завоевал бронзовую медаль. В следующем году взял бронзу на чемпионате Европы в Варшаве.
В 2018 году занял пятое место на чемпионате Европы в болгарском Пловдиве.
В 2019 году заняла девятое место на чемпионате Европы в итальянском городе Бари. В этом же году также занял девятое место на чемпионате мира в турецкой Анталье.
В мае 2021 года Абульфаз Абузарли выиграл золотую медаль в финале европейского отборочного турнира в Софии и завоевал лицензию на XVI летние Паралимпийские игры в Токио.
На летних Паралимпийских играх 2020 Абузарли в 1/8 финала одержал техническую победу над Киану Ганапином из Филиппин, но в четвертьфинале проиграл Хуану Диего Гарсие Лопесу из Мексики с разгромным счетом 5:38. В первой утешительной схватке за бронзу Абузарли одолел Антона Швеца из Украины со счетом 60:36, однако во втором поединке уступил Йонг Хун Ю из Южной Корем со счётом 32:46 и занял седьмое место.
В марте 2022 года стал третьим на Кубке президента в Тегеране. В сентябре 2022 года Абузарли стал третьим на Гран-при в Париже. В октябре этого же года завоевал бронзовую медаль Гран-при в Манчестере. В начале июля 2023 года стал бронзовым призёром открытого чемпионата Европы по паратаэквондо в Монтаржи.
В августе 2023 года Абузарли выиграл чемпионат Европы в Роттердаме. Проигрывая в финале со счётом 5:9, Абузарли за 4 секунды до конца поединка вышел вперёд и победил со счётом 10:9. В этом же месяце занял третье место на Всемирном культурном фестивале в южнокорейском Чхунчхоне и завоевал бронзовую медаль Гран-при в Париже. В сентябре этого же года завоевал бронзу Гран-при и чемпионата мира по паратаэквондо в Мексике. В октябре 2023 года выиграл Гран-при в китайском Тайюане. В декабре этого же года выиграл чемпионат Азербайджана.
В мая 2024 года Абузарли стал серебряным призёром чемпионата Европы в Белграде. В этом же месяце завоевал бронзу на Открытом чемпионате Азии во вьетнамском Дананге.

## Увлечения
Хобби Абузарли является футбол. Помимо азербайджанского он также владеет арабским, английским, русским и турецким языками. Героями Абульфаза Абузарли являются иорданский тхэквондист Ахмад Абугауш, корейский тхэквондист Ли Дэ Хун и азербайджанские тхэквондисты Ниямеддин Пашаев и Милад Бейги Харчегани.